# Нешевци
Нешевци е село в Северна България.
То се намира в община Елена, област Велико Търново.

## География
Село Нешевци се намира на около 1 километър източно от село Буйновци на пътя за село Мийковци. Разположено е на скат с източно изложение.

## История
Съществува като населено място от преди Освобождението. Според данни на руското военно разузнаване в 1877 г. се състои от 16 къщи.